# واکر (لوئیزیانا)
واکر (به انگلیسی: Walker) شهری در ایالت لوئیزیانا کشور ایالات متحده آمریکا است که جمعیت آن در سرشماری سال ۲۰۱۰ میلادی، ۶٬۱۳۸ نفر بوده‌است.